# North Belle Vernon
North Belle Vernon és una població dels Estats Units a l'estat de Pennsilvània. Segons el cens del 2000 tenia 2.107 habitants.

## Demografia
Segons el cens del 2000, North Belle Vernon tenia 2.107 habitants, 928 habitatges, i 596 famílies. La densitat de població era de 1.848,9 habitants/km².
Dels 928 habitatges en un 25,6% hi vivien nens de menys de 18 anys, en un 49,5% hi vivien parelles casades, en un 12,2% dones solteres, i en un 35,7% no eren unitats familiars. En el 32,7% dels habitatges hi vivien persones soles el 20,7% de les quals corresponia a persones de 65 anys o més que vivien soles. El nombre mitjà de persones vivint en cada habitatge era de 2,27 i el nombre mitjà de persones que vivien en cada família era de 2,88.
Per edats la població es repartia de la següent manera: un 20,6% tenia menys de 18 anys, un 7,3% entre 18 i 24, un 26,9% entre 25 i 44, un 21,9% de 45 a 60 i un 23,2% 65 anys o més.
L'edat mediana era de 42 anys. Per cada 100 dones de 18 o més anys hi havia 77,9 homes.
La renda mediana per habitatge era de 30.721 $ i la renda mediana per família de 39.728 $. Els homes tenien una renda mediana de 36.007 $ mentre que les dones 23.103 $. La renda per capita de la població era de 21.756 $. Entorn del 6% de les famílies i el 6,8% de la població estaven per davall del llindar de pobresa.

## Poblacions més properes
El següent diagrama mostra les poblacions més properes.